# Radcliffe Observatory

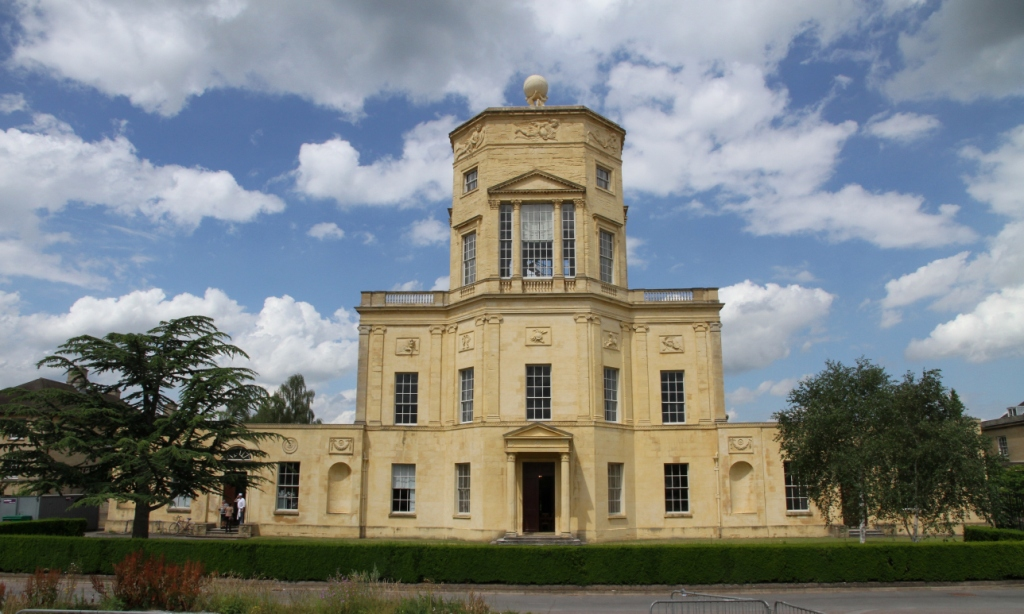
Radcliffe Observatory

Radcliffe Observatory är en tidigare astronomisk observatoriebyggnad i Oxford, England och inhyste från 1773 till 1934 Oxfords universitets astronomiska observatorium. 
Observatoriet grundades genom en donation från Radcliffestiftelsen och uppkallades efter John Radcliffe. Det ritades av Henry Keene 1772 och fullbordades enligt James Wyatts nyklassicistiska design 1794. Tornbyggnaden kallas Tower of the Winds, med det antika Vindarnas torn i Aten som förlaga, och kröns av John Bacons staty av Atlas. Byggnaden såldes 1934, då observatorieverksamheten flyttade till Pretoria i Sydafrika. År 1979 blev observatoriebyggnaden del av det då nystartade Green College vid universitetet, idag del av Green Templeton College.